# Johan Robeck
Johan Robeck (Kalmar, 1672 - Bremen, 1739) va ser un filòsof suec-alemany que va escriure un assaig que permetia el suïcidi des del punt de vista teològic. El seu assaig va encetar un debat entre els europeus de l'època, sobretot després que ell mateix, per a donar exemple, es va suïcidar ofegant-se al riu Weser, prop de Bremen.
L'argument de Robeck es basa en la idea de la vida com un regal donat per Déu, i que per tant renuncia als seus drets sobre el do. Qualsevol pot destruir un regal, segons l'argument de Robeck, per tant, el suïcidi és legítim i és absurd estimar-se la vida.
El suïcidi de Robeck és esmentat a la història de la vella al final del capítol XII de la novel·la Càndid o l'optimisme de Voltaire, de 1759: «però només n'he conegut dotze [persones] que hagin posat fi per pròpia voluntat a la seva misèria: tres negres, quatre anglesos, quatre ginebrins, i un professor alemany que es deia Robeck».